# معركة الحاضر
وقعت معركة الحاضر بين الإمبراطورية البيزنطية ووحدة الفرسان سريعة التنقل التابعة لجيوش الخلافة الإسلامية الراشدة. وكان ذلك في شهر يونيو من عام 637 ميلادي في منطقة الحاضر على بعد ثلاثة أميال إلى الشرق من بلدة قنَّسرين الواقعة في سوريا الحالية.

## مقدمة
بعد فتح القدس وعودة الخليفة عمر بن الخطاب إلى عاصمة الخلافة المدينة المنورة توجه يزيد بن أبي سفيان وفق تعليمات الخليفة عمر بجيش إلى القيصرية ليفتحها مجدداً، بينما توجه عمرو بن العاص وشرحبيل بن حسنة لإعادة فتح فلسطين والأردن، حيث أنهيا مهمتهما في نهاية ذلك العام، كما توجه أبو عبيدة بن الجراح بجيشه مع خالد بن الوليد البالغ عدده 17 ألف مقاتل من القدس لفتح شمال سوريا.
زحف أبو عبيدة إلى دمشق التي كانت بيدي المسلمين وتابع مسيرته إلى حمص التي رحبت بقدومه، وكان يسعى للوصول إلى قنسرين التي كان خالد يقترب إليها على رأس «سرية الفرسان سريعة الحركة» كطليعة لجيش أبي عبيدة. وصلت هذه السرية إلى منطقة الحاضر على بعد ثلاثة أميال إلى الشرق من قنسرين حيث تعرضت إلى هجوم بيزنطي.
وكان قائد الحامية البيزنطية في قنسرين يدعى ميناس، وهو مقاتل متميز يتمتع بمحبة كبيرة من رجاله. وعرف ميناس أنه سيتعرض لحصار جيش الخلافة الإسلامية في حال بقائه في قنسرين وربما سيضطر للاستسلام، حيث لا يتوقع وصول دعم من طرف الإمبراطور هرقل. ولذلك فقد قرر ميناس أن يهاجم طلائع جيش الخلافة الإسلامية (سرية الفرسان سريعة الحركة) على مشارف المدينة وهزيمتها قبل أن تجتمع مع القسم الرئيسي من الجيش المسلم. ولم يكن يعلم أن خالد كان موجوداً في صفوف تلك الوحدة المتقدمة في الجيش الإسلامي، أو أنه لم يصدق ما كان يسمعه عن خالد بن الوليد.

## المعركة
بدأت المعركة في منطقة الحاضر التي تشكل سهلاً يبعد ثلاثة أميال عن قنسرين، حيث نشر خالد وحدته سريعة التنقل في الوضعية القتالية، بينما شكل ميناس جيشه في جناحين وقلب، وكان على رأس جيشه في المقدمة كما كان خالد في مقدمة جيشه. وبعد برهة حدث شيء فظيع، فقد قتل ميناس في المراحل المبكرة من المعركة، وعندما انتشر نبأ مقتله بين الجنود استشاط الجنود البزنطيين غضباً وبدؤوا هجوماً عنيفاً ووحشياً انتقاماً لمقتل قائدهم المحبوب. ولكنهم تعثروا في مواجهة أكثر المقاتلين امتيازاً في ذلك الوقت.
وأخذ خالد قسماً من الفرسان من أحد أجنحة الجيش ليقوم بمهاجمة الجيش البيزنطي من الخلف مما تسبب بزعزعة كامل الجيش البيزنطي، مما أدى بدوره إلى فشل الغرض من ذلك الاندفاع البيزنطي في القتال، انتقاماً وغيظاً، حيث لم ينج أحد من الروم البيزنطيين في معركة الحاضر.

## بعد المعركة
بعد المعركة خرج أهالي الحاضر لتحية خالد وقالوا بأنهم عرب وليس لهم النية بمهاجمته. وقبل خالد خضوعهم وتابع تقدمه إلى قنسرين. هناك في قنسرين تحصن الروم الباقون في الحامية في القلعة. وعند وصوله مباشرة أرسل خالد لهم رسالة: إذا كنتم في السحاب فإن الله سيرفعنا إليكم أو ينزلكم إلينا للمعركة. واستسلمت بعدها قنسرين بدون تردد، حسب الطبري، وكان ذلك في عام 637 ميلادي.
بعد ذلك تابع جيش الخلافة الإسلامي سيره لمواجهة الحامية الرومية في معركة حلب وليفتح الشمال بعدها تمهيداً لإسقاط أنطاكية.